# Мости (Білорусь)
Мости (біл. Масты, пол. Mosty) — місто в Гродненськой області Білорусі на річці Німан. Населення — близько 16 тис. чол. Залізнична станція. Адміністративний центр Мостівського району

## Історія
Перше згадування — 1486 року в Литовській метриці як містечко, центр волості Гродненського повіту Троцького воєводства. З 1589 року — волосний центр Гродненської економії.
В 1921—1939 роках місто входило до складу Польщі. 12 жовтня 1940 року одержав статус робітничого селища, був центром Мостівського району. Із січня 1949 року — селище міського типу. Статус міста отриманий 22 липня 1955 року.

## Промисловість
меблевий завод, харчова промисловість, виробництво телефонів, кабелів.

## Визначні пам'ятки
- Найдовший пішохідний підвісний міст у Білорусі — 193 м: 2 несучі опори, 36 мм канати.
- Найкоротший проспект — проспект Миру. 10 будинків, усе — на парній стороні.